# Arethusana segusiana
Arethusana segusiana är en fjärilsart som beskrevs av Hans Fruhstorfer 1909. Arethusana segusiana ingår i släktet Arethusana och familjen praktfjärilar. Inga underarter finns listade i Catalogue of Life.